# Invisible (canción de Skylar Grey)
«Invisible» es el primer sencillo de la artista estadounidense Skylar Grey. Fue lanzado oficialmente el primero en iTunes el 9 de agosto de 2011. Ella realizó la pista junto con otras canciones de su próximo álbum de estudio de The Glass House el 31 de julio de 2011,y la canción se ganó la colocación en el tráiler oficial de la Madonna película dirigida por W./E..

## Video musical
El video oficial de "Invisible" fue lanzado en YouTube el 8 de septiembre de 2011. El video muestra gris en varias escenas que van desde lo alto de un rascacielos en el centro de una calle muy transitada. El vídeo ha llegado a más de tres millones de vistas actualmente [cita requerida], mientras que solo es accesible por una semana. Cuando se le preguntó sobre el video, Grey respondió diciendo: "Yo quería que fuera Peter Parker por día cumple Spiderman por la noche. Un chico todos los días, que no es realmente tan fresco, pero hay algo más en juego, que la gente no sabe acerca de, que es una especie de viaje que me fui. Descubrí que mis inseguridades y mis defectos eran cosas que realmente necesitamos abrazar, y dejo que se conviertan en mis superpoderes".

## Lista de canciones
Digital Single

Todas las canciones escritas y compuestas por Skylar Grey. 
| N.º | Título      | Duración |  |
| 1.  | «Invisible» | 4:12     |  |

Digital Remix EP

Todas las canciones escritas y compuestas por Skylar Grey. 
| N.º | Título                                  | Duración |  |
| 1.  | «Invisible (Dirty South Remix)»         | 6:21     |  |
| 2.  | «Invisible (Whiiite & Flinch Remix)»    | 5:07     |  |
| 3.  | «Invisible (John Dahlback Remix)»       | 5:55     |  |
| 4.  | «Invisible (Kaskade Remix)»             | 7:00     |  |
| 5.  | «Invisible (Mihell & Pinkfinger Remix)» | 7:01     |  |
| 6.  | «Invisible (Fred Falke Remix)»          | 3:48     |  |
| 7.  | «Invisible (David Lynch Remix)»         | 4:18     |  |

## Posicionamiento en listas
| Listas (2011)                        | Mejor posición |
| ------------------------------------ | -------------- |
| Alemania (Media Control AG)          | 86             |
| Reino Unido (UK Singles Chart)       | 63             |
| US Dance/Club Play Songs (Billboard) | 10             |